# Нік Гріффін
Нік Гріффін — (англ. Nicholas John "Nick" Griffin, народився 1 березня 1959року) — британський політик, колишній голова Британської національної партії і колишній депутат Європейського парламенту від Північно-Західної Англії.

## Життєпис

### Юність і початок політичної кар'єри
Батько Ніка Едгар Гріффін сам дотримувався правих переконань і коли Ніку було п'ятнадцять років, привів його на мітинг Британського національного фронту (БНФ). У 1977 році Нік Гріффін вступив в Кембриджський університет, де вивчав історію та право. У період навчання Гріффін швидко просувався партійною драбиною Національного фронту, він заснував в університеті студентську групу БНФ.
Після закінчення університету Гріффін зацікавився ідеями італійського неофашиста і терориста Роберто Фйоре, який емігрував до Великої Британії, рятуючись від кримінального переслідування за крупний теракт в Болоньї. Ці ідеї, відомі як Третя позиція, припускали протистояння і комунізму, і капіталізму, позаяк обидві ідеології зрештою призводять до збагачення меншості. Серед кумирів Гріффіна того періоду були чорношкірий радикальний ісламіст Луїс Фарраган і аятола Хомейні.

### 1980-і та прорив у політичній діяльності
У 1980 році Гріффін разом із ультраправим публіцистом Джозефом Пірсом заснував видання Nationalism Today і став його першим редактором. Три роки по тому Гріффін узяв дієву участь у зміщенні лідера БНФ Мартіна Вебстера. У 80-і роки Гріффін організовував у Саффолку концерти неонацистських скінхедських груп, в тому числі Skrewdriver. Наприкінці 1988 — на початку 1989 року всередині БНФ відбувся черговий конфлікт, у результаті якого Гріффін та інші прихильники «Третього положення» вийшли з БНФ і створили власну організацію, яка проіснувала до 1991 року.
У 1990 році через вибух рушничного набою за нез'ясованих обставин Гріффін втратив ліве око (замість нього був вставлений скляний протез). Рік по тому він зазнав великих збитків через невдалий бізнес-проект. Гріффін відійшов від політики на кілька років, поки в 1995 році Джон Тіндалл, у той час лідер Британської національної партії, не запропонував йому приєднатися до партії. Гріффін став редактором журналів Spearhead і The Rune.

### 1990-і
На посаді редактора The Rune Гріффін активно обстоював позицію заперечення Голокосту, зокрема, коли відомий ревізіоніст Девід Ірвінг публічно визнав, що частина євреїв могла загинути в ході Голокосту, Гріффін піддав його критиці. У 1998 році Гріффін був визнаний винним у розповсюдженні матеріалів, що розпалюють расову ненависть, і засуджений до дев'яти місяців ув'язнення з відтермінуванням покарання на два роки й штрафом у 2300 фунтів. Процес підняв репутацію Гріффіна всередині партії, що дозволило йому на чергових виборах змістити Тіндалла з поста лідера БНП.
Після приходу до влади Гріффін спрямував зусилля на потрапляння Британської національної партії до парламенту, чого раніше вдалося домогтися іншим ультраправим політикам — Ле Пену у Франції і Гайдеру в Австрії. Для цього Гріффін радикально змінив партійний імідж, відмовившись від підтримки скінхедів і відкрито расистської риторики на користь менш радикальних ідей, таких як «захист британського способу життя». БНП включила в свою програму боротьбу за захист довкілля та права тварин.
Гріффін заявив в The Rune, що Голокост був «сумішшю військової пропаганди союзників, надзвичайно вигідної брехні, і істерії як в останньої шльондри».

### 2000-і

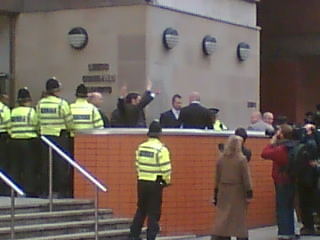
Нік Гріффін виходить з будівлі суду, листопад 2006 р.

Гріффін висував свою кандидатуру на довиборах до палати громад від одного з округів графства Вест-Мідлендс в 2000 році. Він посів четверте місце з п'яти (4,21%), позаду кандидатів від лейбористів, консерваторів і лібералів. На парламентських виборах 2001 року Гріффін балотувався від округу Олдхем Вест & Ройтон (Великий Манчестер) і зайняв третє місце (16,4% голосів), попереду кандидата від лібералів. У 2005 році на чергових парламентських виборах Гріффін висувався від округу Кейлі (Західний Йоркшир) і набрав 9,2% (четверте місце), але його партія отримала в чотири рази більше голосів, ніж за попередню виборчу кампанію.
У липні 2004 року журналісти BBC показали документальний фільм про Британську національну партію, що включав таємно зняті виступи Гріффіна. Цей запис став підставою для кримінального переслідування Гріффіна і деяких інших членів БНП за звинуваченням у розпалюванні расової ненависті. У грудні 2004 року він був заарештований і допитаний поліцією. Журі присяжних виправдало Гріффіна за частиною звинувачень і не змогло прийти до згоди за рештою пунктів. На повторному процесі, що завершився в листопаді 2006 року, Гріффін був виправданий повністю.
Під керівництвом Гріффіна Британська національна партія в 2009 році отримала два місця в Європарламенті. На виборах БНП загалом набрала 943.598 голосів (6,2%), а сам Гріффін, який балотувався від Північно-Східної Англії, отримав одне з восьми місць від цього округу.

### Особисте життя
Гріффін одружений і має чотирьох дітей. Його дружина Джекі і старша дочка Дженніфер беруть активну участь в житті БНП.

## Мультимедіа та цитати
Вікісховище має мультимедійні дані за темою: Нік Гріффін